# Shahrestān di Amlash
Lo shahrestān di Amlash (farsi شهرستان املش) è uno dei 16 shahrestān della provincia di Gilan, in Iran. Il capoluogo è Amlash. Lo shahrestān è suddiviso in 2 circoscrizioni (bakhsh): 
- Centrale (بخش مرکزی)
- Rankoh (بخش رانکوه)